# Bettborn
Bettborn ist eine französische Gemeinde mit 397 Einwohnern (Stand 1. Januar 2022) im Département Moselle in der Region Grand Est (bis 2015 Lothringen). Sie gehört zum Arrondissement Sarrebourg-Château-Salins.

## Geografie
Bettborn liegt etwa acht Kilometer nordwestlich von Sarrebourg am Ostufer der Saar auf einer Höhe zwischen 232 und 322 m über dem Meeresspiegel. Das Gemeindegebiet umfasst 6,58 km².

## Geschichte
Im Dreißigjährigen Krieg wurde Bettborn zerstört, 1766 kam der Ort zu Frankreich, von 1871 bis 1918 zum Deutschen Reich und 1919 wieder zu Frankreich.

### Bevölkerungsentwicklung
| Jahr      | 1962 | 1968 | 1975 | 1982 | 1990 | 1999 | 2007 | 2019 |
| Einwohner | 246  | 243  | 246  | 265  | 318  | 353  | 413  | 387  |

## Kultur und Sehenswürdigkeiten

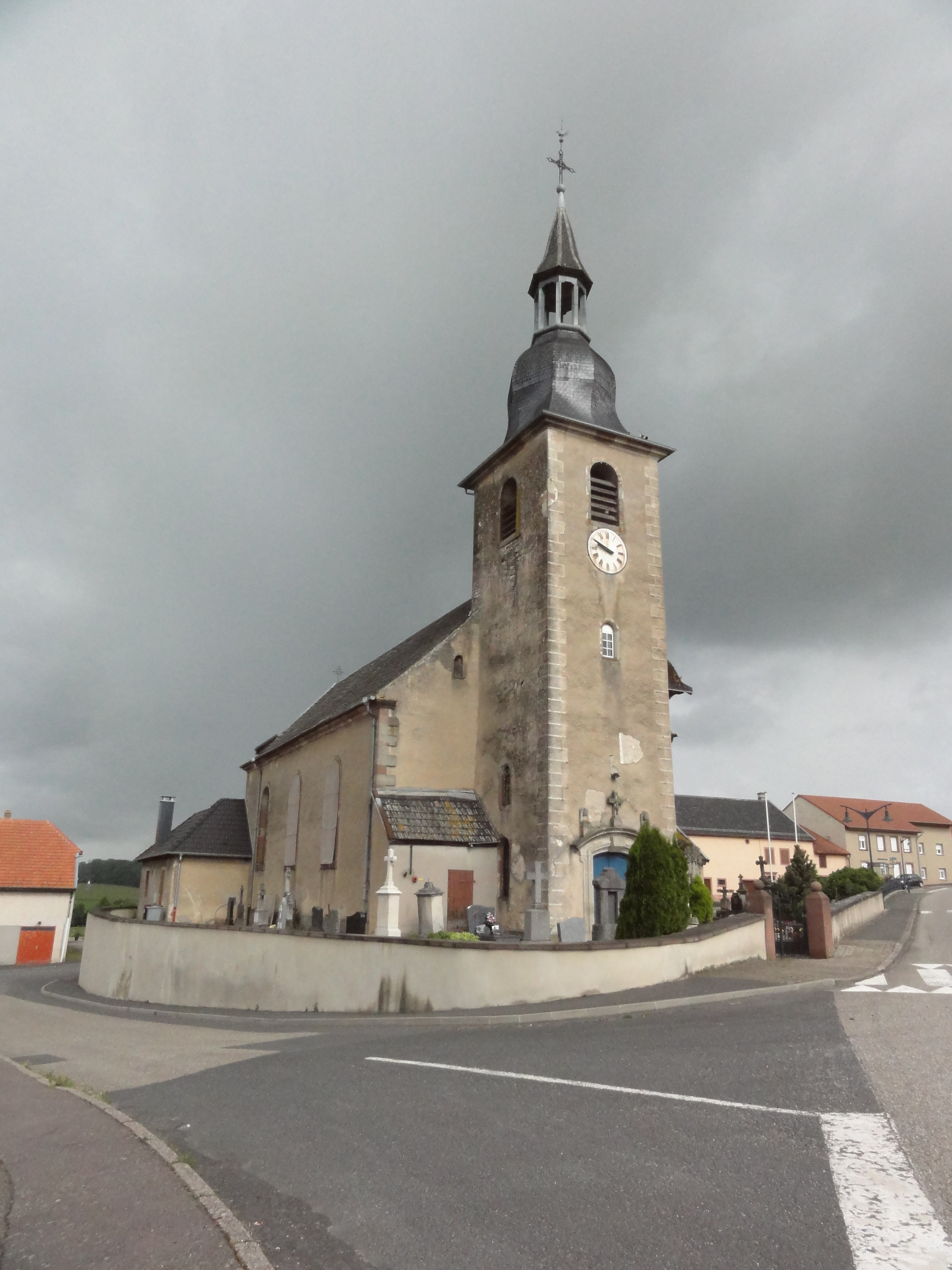
Kirche Saint-Remi

- Kirche Saint-Remi
- Reste einer römischen Villa